# Laosaurus minimus
Laosaurus minimus es una especie conocida del género dudoso Laosaurus  (gr. “lagarto de piedra”) de dinosaurio ornitópodo neornistisquio que vivió a finales del período Jurásico, hace aproximadamente 150 millones de años, desde el Kimmeridgiense, en lo que es hoy Norteamérica. El nombre de la especie por su pequeño tamaño, basada en NMC  9438, un miembro posterior izquierdo parcial y fragmentos vertebrales de la Formación Oldman, Cretácico superior, Edad Media del Campaniano, de Alberta, Canadá.